# Championnat du Zimbabwe de football 2024
Navigation
Édition précédente Édition suivante
La saison 2024 du Championnat du Zimbabwe de football est la soixantième édition de la première division professionnelle au Zimbabwe à poule unique, la National Premier Soccer League. Dix-huit clubs prennent part au championnat qui prend la forme d'une poule unique où toutes les équipes se rencontrent deux fois au cours de la saison. En fin de saison, les quatre derniers du classement sont directement relégués et remplacés par les quatre vainqueurs des poules régionales de Division One. 
Le Ngezi Platinum défend son titre acquis lors de la saison 2023.
En fin de saison, le Simba Bhora FC termine à la première place et remporte son premier titre de champion du Zimbabwe.

## Compétition
Le barème de points servant à établir le classement se décompose ainsi :
- Victoire : 3 points
- Match nul : 1 point
- Défaite : 0 point

### Classement
| Rang | Équipe                  | Pts | J  | G  | N  | P  | Bp | Bc | Diff |
| ---- | ----------------------- | --- | -- | -- | -- | -- | -- | -- | ---- |
| 1    | Simba Bhora FC          | 66  | 34 | 20 | 6  | 8  | 39 | 24 | +15  |
| 2    | FC Platinum             | 61  | 34 | 17 | 10 | 7  | 44 | 25 | +19  |
| 3    | Ngezi Platinum T        | 57  | 34 | 14 | 15 | 5  | 46 | 23 | +23  |
| 4    | Manica Diamonds         | 54  | 34 | 14 | 12 | 8  | 27 | 19 | +8   |
| 5    | Herentals Football Club | 49  | 34 | 12 | 13 | 9  | 29 | 29 | 0    |
| 6    | Highlanders             | 48  | 34 | 12 | 12 | 10 | 42 | 33 | +9   |
| 7    | Chicken Inn             | 46  | 34 | 11 | 14 | 9  | 26 | 22 | +4   |
| 8    | Dynamos C               | 46  | 34 | 10 | 16 | 8  | 29 | 26 | +3   |
| 9    | CAPS United             | 45  | 34 | 12 | 9  | 13 | 38 | 39 | -1   |
| 10   | TelOne P                | 42  | 34 | 9  | 15 | 10 | 34 | 32 | +2   |
| 11   | Yadah Stars             | 42  | 34 | 10 | 12 | 12 | 37 | 38 | -1   |
| 12   | Green Fuel FC           | 42  | 34 | 10 | 12 | 12 | 27 | 36 | -9   |
| 13   | ZPC Kariba FC           | 41  | 34 | 7  | 20 | 7  | 17 | 18 | -1   |
| 14   | Bikita Minerals P       | 38  | 34 | 8  | 14 | 12 | 27 | 36 | -9   |
| 15   | Bulawayo Chiefs         | 36  | 34 | 7  | 15 | 12 | 23 | 30 | -7   |
| 16   | Hwange Football Club    | 35  | 34 | 8  | 11 | 15 | 24 | 42 | -18  |
| 17   | Chegutu Pirates P       | 33  | 34 | 8  | 9  | 17 | 23 | 37 | -14  |
| 18   | Arenel Movers P         | 23  | 34 | 4  | 11 | 19 | 20 | 43 | -23  |

|  | Champion                                                                            |
|  | Qualification pour la Coupe de la confédération 2025-2026                           |
|  | Relégation en deuxième division                                                     |
|  | T : Tenant du titre C : Vainqueur de la Coupe du Zimbabwe P : Promu de Division One |

- La ou les qualifications aux compétitions continentales dépendent de l'obtention des licences CAF par les clubs concernés.

## Bilan de la saison
| Championnat du Zimbabwe de football 2024 |                            |
| Champion                                 | Simba Bhora FC (1er titre) |
| Coupes et trophées                       |                            |
| Vainqueur de la Coupe du Zimbabwe 2024   | Dynamos                    |
| Qualifications continentales             |                            |
| Ligue des champions 2025-2026            | Simba Bhora FC             |
| Coupe de la confédération 2025-2026      |                            |
| Promotions et relégations                |                            |
| Promus en National Premier Soccer League | Kwekwe United FC           |
| Promus en National Premier Soccer League | Scottland FC               |
| Promus en National Premier Soccer League | ZPC Hwange                 |
| Promus en National Premier Soccer League | à déterminer               |
| Relégués en Division One                 | Bulawayo Chiefs            |
| Relégués en Division One                 | Hwange Football Club       |
| Relégués en Division One                 | Chegutu Pirates            |
| Relégués en Division One                 | Arenel Movers              |